# Комета (галактика)
Комета — спиральная галактика в 3,2 миллиардах световых лет от Земли, в скоплении галактик Абель 2667, была открыта с помощью космического телескопа Хаббл 2 марта 2007 года. Эта галактика имеет немного большую массу, чем наш Млечный Путь.

## Структура
Эта уникальная спиральная галактика имеет расширенный поток ярко-синих узлов и рассеянных пучков молодых звёзд. Она мчится со скоростью 3,5 млн км/ч через скопление галактик Абель 2667 и поэтому, подобно комете, имеет хвост длиной в 600 000 световых лет.

## Судьба галактики
Галактика Комета в настоящее время разрывается на части. Движение через скопление со скоростью более 2 миллионов миль в час является одной из главных причин того, что галактика лишается газа и звёзд из-за приливных сил кластера — подобно тому, как приливные силы Луны и Солнца создают приливы и отливы земных океанов. Другим фактором, негативно влияющим на разрушение галактики является давление горячей плазмы кластера, температура которой достигает 10-100 миллионов градусов. Учёные подсчитали, что общая продолжительность этого процесса преобразования галактики составляет около одного миллиарда лет. Хотя масса галактики Комета немного больше массы Млечного Пути, она потеряет весь свой газ и пыль, и поэтому будет не в состоянии формировать звёзды. Она станет бедной газом галактикой, населённой старыми красными звёздами.
Скоростной напор заряженных частиц срывает и отбрасывает газ падающей галактики, подобно тому, как солнечный ветер из заряженных частиц толкает ионизированный газ от кометы, создавая газовый хвост. По этой причине учёные прозвали растянутую спираль «галактика комета».
«Эта уникальная Галактика, расположенная в 3,2 миллиардах световых лет от Земли, имеет расширенный поток ярко-синих узлов и диффузные струйки из молодых звёзд, гонимых приливными силами и скоростным напором горячего плотного газа», — сказал Жан-Поль Кнейб (Jean-Paul Kneib), исследователь из астофизической лаборатории Марселя.
Находка проливает свет на процесс, с помощью которого богатые газом галактики могут превратиться в бедные газом за миллиарды лет. Новые наблюдения также показывают один из механизмов формирования «бездомных» звёзд, разбросанных по скоплениям галактик.
Сильное гравитационное притяжение, оказываемое общей массой скопления галактик, искривляет свет других, более далёких галактик и искажает их формы — эффект, называемый гравитационное линзирование. Гигантская яркая бананобразная дуга слева от центра кластера соответствует увеличенному и искажённому изображению далёкой галактики, расположенной позади ядра кластера.